# Олот (футбольный клуб)
«Олот» (кат. UE Olot) — каталонский футбольный клуб из одноимённого города в провинции Жирона в автономной области Каталония. Клуб основан в 1921у, гостей принимает на арене «Мунисипаль д’Олот», вмещающем 5000 зрителей. В Примере и Сегунде команда никогда не выступала, лучшим результатом является в 13-е место в Сегунде B в сезоне 2014/15.

## Сезоны по дивизионам
- Сегунда B — 7 сезонов
- Терсера — 28 сезонов
- Региональные лиги — 57 сезонов

## Достижения
- Терсера
  - Победитель (4): 1956/57, 1966/67, 1982/83, 2012/13